# Имперская либеральная партия
Имперская либеральная партия нем. Liberale Reichspartei, LRP — недолговечная либерально-консервативная партия Германской империи. Просуществовал с 1871 по 1874 год.
Лидером был Хлодвиг цу Гогенлоэ-Шиллингсфюрст, политик и дипломат, бывший премьер-министр Баварии, один из создателей Германской империи, позже занимавший пост рейхсканцлера (1894—1900).

## История
В 1871 году тридцать депутатов рейхстага сформировали парламентскую группу, названную ими Имперская либеральная партия. В группу вошли остатки «старых либералов», политически стоявший между национал-либералами и свободными консерваторами. От первоначально запланированного названия Немецкая имперская партия (Deutsche Reichspartei) пришлось отказаться, потому что свободные консерваторы уже использовали это название.
Обе партии были близки идеологически: безоговорочно поддерживали политику рейхсканцлера Отто фон Бисмарка и стремились к парламентскому сотрудничеству с национал-либералами и консерваторами. Однако имперские либералы занимали более либеральные позиции, в частности, требуя свободы печати и свободы ассоциаций. Они также потребовали прояснения отношений между государством и церковью, поддержав начало Культуркампфа. В 1873 году Имперская либеральная партия поддержала закон Микеля-Ласкера, что в конечном итоге привело к принятию в 1900 году Гражданского кодекса. С другой стороны, имперские либералы выступали против требований левых либералов и социал-демократов о парламентаризации и конституализации Рейха.
Имперская либеральная партия не смогла стать полноценной партийной организацией, так и оставшись партией депутатов, по большей части представителей дворянства, которые составляли почти половину парламентской группы. Фракция состояла примерно наполовину из протестантов, ориентированных на федералистов, а на другую половину — из либеральных католиков.
В феврале 1874 года лидер партии Хлодвиг Гогенлоэ стал послом в Париже, что серьёзно ослабило имперских либералов. На выборах в рейхстаг в том же 1874 году партия смогла занять в парламенте только три места. В результате, двое депутатов присоединились к Свободно-консервативной партии и один к национал-либералам. Роспуск фракции означал конец Имперской либеральной партии.